# 1890 Konoshenkova
1890 Konoshenkova è un asteroide della fascia principale del diametro medio di circa 25,68 km. Scoperto nel 1968, presenta un'orbita caratterizzata da un semiasse maggiore pari a 3,2113299 UA e da un'eccentricità di 0,1394936, inclinata di 9,88731° rispetto all'eclittica.
L'asteroide è dedicato a Olga Petrovna Konosenkova, un membro del personale dell'osservatorio dove è stato scoperto.